# Reiner Anselm

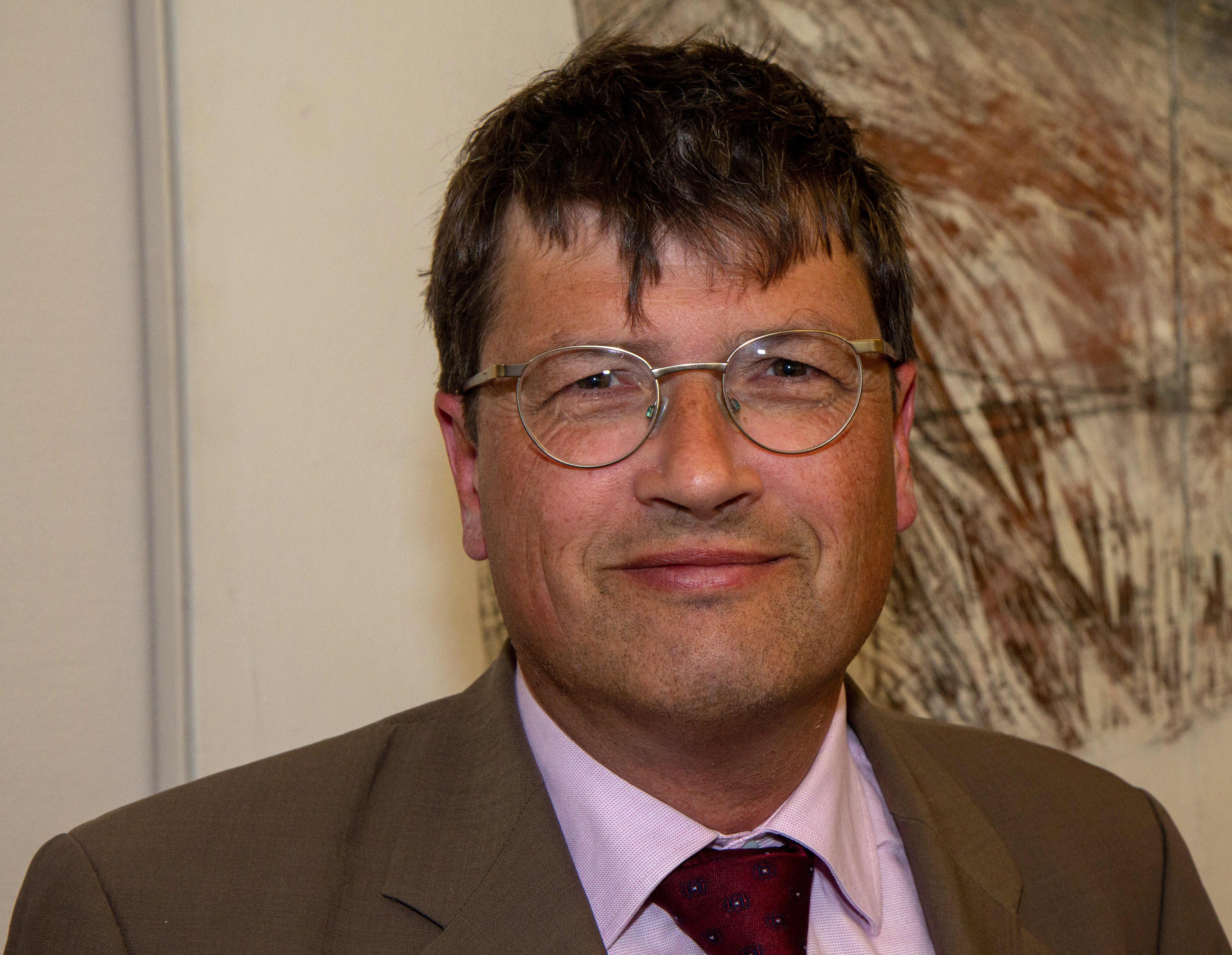
Reiner Anselm, (2019)

Reiner Anselm (* 19. März 1965 in Gräfelfing) ist ein deutscher evangelischer Theologe.

## Leben
Anselm, Sohn des Pfarrers und Studiendirektors Helmut Anselm, legte 1984 sein Abitur am Karlsgymnasium München-Pasing ab und studierte anschließend evangelische Theologie an den Universitäten zu München, Heidelberg und Zürich. Nach dem Ersten Theologischen Examen (1990) war er als wissenschaftlicher Mitarbeiter am Institut für Systematische Theologie der Universität München am Lehrstuhl von Trutz Rendtorff tätig. 1993 wurde er mit der Dissertation Jüngstes Gericht und irdische Gerechtigkeit. Protestantische Ethik und die deutsche Strafrechtsreform promoviert und begann sein Vikariat in der bayerischen Landeskirche, das er in Neufahrn bei Freising und in München-Fürstenried absolvierte. Nach seiner Ordination zum Pfarrer und dem Zweiten theologischen Examen (1995) kehrte Anselm als wissenschaftlicher Assistent von Rendtorff nach München zurück und habilitierte sich 1998 mit einer Arbeit zur lutherischen Ekklesiologie. Nach zwei Lehrstuhlvertretungen an den Universitäten Dresden (WS 1998/1999) und Augsburg (WS 1999/2000) folgte er 2000 einem Ruf als Professor für Systematische Theologie und Ethik an die Universität Jena. Zum Wintersemester 2001/2002 wechselte er als Lehrstuhlinhaber für Ethik an die Universität Göttingen. Von 2006 bis 2008 war er zur Wahrnehmung einer Gastprofessur am Zentrum für Religion, Wirtschaft und Politik, Theologische Fakultät der Universität Zürich beurlaubt. Seit dem Wintersemester 2014/2015 ist er Inhaber des Lehrstuhls für Systematische Theologie und Ethik an der Ludwig-Maximilians-Universität München.
Anselm setzt sich mit ethischen Problemen der Medizin, besonders der Biomedizin auseinander. Er gründete 2008 gemeinsam mit Ulrich H. J. Körtner die Reihe Edition Ethik, ist seit 2013 stellvertretender Sprecher des DFG-Projekts Der Protestantismus in den ethischen Debatten der Bundesrepublik Deutschland 1949–1989, und seit 2014 Mitglied der Ethikkommission des Freistaats Bayern.
Anlässlich der Aufarbeitung der Missbrauchsfälle in der Evangelischen Kirche warf Anselm der protestantischen Kirche Unprofessionalität vor, sah jedoch keine strategische Verschleppungstaktik. Er forderte auch eine bessere Rollen- und Aufgabenverteilung im Bezug auf Pfarramt und Aufarbeitung.